# Ostrov nad Oslavou
Ostrov nad Oslavou (in tedesco Ostrau) è un comune mercato della Repubblica Ceca facente parte del distretto di Žďár nad Sázavou, nella regione di Vysočina.